# Comunism
Comunismul (din latinescul communis „comun, universal”) este o ideologie sociopolitică, filozofică și economică din cadrul mișcării socialiste al cărei scop este crearea unei societăți comuniste, un ordin socio-economic care se caracterizează prin proprietatea comună asupra mijloacelor de producție, unde distribuirea produselor societății se alocă fiecărei persoane din societate în funcție de nevoile acestora. O societate comunistă presupune lipsa proprietății private asupra mijloacelor de producție și inexistența claselor sociale, a banilor și a statului.

În cursul istoriei s-au dezvoltat multe variante de comunism, cum ar fi școlile Marxiste, anarho-comunismul și comunismul religios. În ceea ce privește obiectivele, metodele prin care se va ajunge la obiectivele propuse și alte asemenea, între fiecare branșă de comunism există diferențe care pot fi fie neglijabile, fie considerabile. Astfel, există anumite branșe de comunism, cum ar fi Marxismul, care consideră că finalitatea comunismului este o societate fără stat, bani și clase sociale, unde mijloacele de producție (nu și bunurile personale) sunt deținute de societate în ansamblul său, iar modalitatea prin care se ajunge acolo este printr-o revoluție condusă de proletariat (adică de muncitori, persoanele care nu dețin mijloacele de producție și sunt forțați să își vândă forța de muncă pentru a își procura mijloacele de subzistență) la nivel internațional prin care aceștia să acapareze puterea statală pentru a-și instaura idealurile, dar există și anumite branșe, precum socialismul democratic dezvoltat de Eduard Bernstein, care are aceleași obiective ca și Marxismul, dar consideră că acestea trebuie realizate prin reforme în cadrul societății capitaliste, deci fără o revoluție.
Comunismul în forma sa modernă a apărut din mișcarea socialistă din Franța secolului al XVIII-lea, în urma Revoluției Franceze. Criticile ideii de proprietate privată in Epoca Luminilor au fost făcute în Franța de gânditori precum Gabriel Bonnot de Mably, Jean Meslier, Étienne-Gabriel Morelly, Henri de Saint-Simon și Jean-Jacques Rousseau. În timpul răscoalei Revoluției Franceze, comunismul a apărut ca o doctrină politică sub auspiciile lui François-Noël Babeuf, Nicolas Restif de la Bretonne, și Sylvain Maréchal, care pot fi considerați progenitorii comunismului modern, conform lui James H. Billington.

## Etimologie și terminologie
Termenul „comunism” provine de la termenul francez communisme, care este o combinație între latinescul communis (care înseamnă comun) și sufixul -isme (un act, practică, sau procesul de a face ceva). Semantic, communis poate fi tradus ca însemnând „de sau pentru comunitate”, pe când isme este un sufix care indică abstractizarea într-o condiție, acțiune sau doctrină. Termenul comunism poate fi interpretate ca fiind „starea ca fiind de sau pentru comunitate”. Înainte ca acest termen să fie asociat cu concepțiile moderne a unei organizări economice sau politice, era utilizat pentru a desemna anumite situații sociale. După 1848, comunismul a devenit asociat, în principal, cu Marxismul.
Printre primele sale utilizări în sensul său modern a fost într-o scrisoare trimisă de Victor d'Hupay către Nicolas Restif de la Bretonne în jurul anului 1785, în care d'Hupay se descrie ca fiind un auteur communiste („autor comunist”). În 1793, Restif a folosit termenul communisme pentru a descrie o orânduire societală bazată pe egalitarism și proprietatea comună. Restif va continua să folosească termenul în mod frecvent în scrierile sale și a fost primul care a descris comunismul ca fiind o formă de guvernământ. John Goodwyn Barmby este considerat ca fiind primul care a folosit termenul „communism” în engleză, în jurul anului 1840.

### Comunism și socialism
Din anii 1840, termenul comunism a fost diferențiat de socialism. Definiția modernă a termenului a fost stabilită în anii 1860, devenind varianta utilizată în mod predominant față de ceilalți termeni alternativi ca și Fourierism, mutualismul sau cooperativismul, care înainte erau utilizați ca sinonime. În același timp, termenul comunism a devenit rareori utilizat.
O diferență între communism și socialism era că cea din urmă urmărea doar socializarea producției, pe când comunismul dorea socializarea producției, cât și a consumației (în forma accesului comun la bunurile finale). Distincția poate fi observată în teoria comunistă redactată de Marx, unde distribuirea produselor se face pe baza principiului „fiecăruia după                                      nevoi”, în comparație cu principiul socialist „fiecăruia după contribuție”. Socialismul a fost descris ca fiind o filozofie care dorește dreptate distributivă, pe când comunismul preferă egalitate economică ca forma sa de dreptate distributivă.
În lumea creștină din Europa, comunismul era considerat ca fiind un stil de viață ateu. În Anglia protestantă, din punct de vedere fonetic, comunismul era mult prea similar cu communion rite (sfânta împărtășanie), așadar ateii englezi se autodenumiseră socialiști. Friedrich Engels a menționat că în anul 1848, în perioada în care a fost publicat Manifestul Partidului Comunist, socialismul era respectat pe continent, spre comparație cu comunismul. Oweniștii in Anglia și Fourieriștii în Franța erau considerați ca fiind niște socialiști respectabili, pe când mișcările muncitorești care proclamau necesitatea unei schimbări societale complete se autodenumiseră comuniști. Această branșă de socialism a dus la producerea lucrărilor comuniste ale lui Étienne Cabet în Franța și Wilhelm Weitling în Germania. Liberalii considerau Revoluțiile din 1848 ca fiind democratice, care pe termen lung vor asigura libertatea, egalitatea și fraternitatea, pe când marxiștii le-au considerat ca fiind o trădare din partea burgheziei a idealurilor clasei muncitorești, cărora nu le păsa de dorințele proletariatului.
Din anul 1888, Marxiștii au început să folosească termenul socialism în loc de comunism, deoarece cel din urmă a fost considerat ca fiind un sinonim demodat. Tocmai în 1917, odată cu Revoluția Bolșevică, socialismul a început să fie utilizat pentru a indica perioada da de tranziție dintre modul de producție capitalist și cel comunist. Această perioadă de tranziție a fost un concept introdus de către Vladimir Lenin ca un mijloc prin care să apere acapararea puterii de Bolșevici împotriva criticilor tradiționale marxiste care considerau că forțele productive ale Rusiei nu erau îndeajuns de dezvoltate pentru o revoluție socialistă.

## Teoriile comuniste

### Marxismul
În prezent, dar și istoric, cea mai populară branșă de comunism a fost Marxismul, elaborată, în principal, de Karl Marx, cu ajutorul colaboratului său Friedrich Engels. Karl Marx și Friedrich Engels au susținut că toate societățile, inclusiv cea din prezent, sunt divizate în clase sociale cu interese materiale opuse și ireconciliabile, în societatea actuală, cea capitalistă, existând două clase: proletariatul și capitaliștii (în cadrul acestor clase, există și subclase, cum ar fi în cazul proletariatului unde avem aristocrația muncitorească, adică muncitorii care se bucură de un nivel de trai relativ crescut cu marea masă a muncitorilor, și în cazul capitaliștilor avem subclasa de mici capitaliști). Apartenența la una dintre aceste clase se face în funcție de relația unei persoane cu mijloacele de producție. Mijloacele de producție reprezintă ansamblul bunurilor utilizate în producția de bunuri, cum ar fi fabricile, utilajele de construcție și alte asemenea. Proletarii (sau muncitorii) sunt cei care nu dețin mijloace de producție și sunt nevoiți să își vândă forța de muncă unui capitalist în schimbul unui salariu pe care îl folosesc pentru a-și satisface nevoile. Capitaliștii sunt cei care dețin mijloacele de producție și angajează proletarii care prin munca lor produc plusvaloarea din care capitalistul își satisface nevoile de subzistență și își menține și extinde producția de bunuri sau servicii. Premisa societății capitaliste, conform teoriei valorii elaborată de Karl Marx, este producția de plusvaloare, sursa profitului capitalistului. Pentru a înțelege plusvaloarea, este necesară înțelegerea elementară a teoriei valorii a lui Marx. Acesta considera că valoarea unui bun era determinată de timpul de muncă socialmente necesar pentru producția acestuia. Așadar, dacă pentru producția unei mașini, într-o perioadă determinată, este nevoie de 5 ore de producție în medie, atunci valoarea acelei mașini va fi de 5 ore (dacă o persoană produce aceeași mașină în 10 ore, valoarea acesteia va fi tot de 5 ore, deoarece valoarea este determinată de timpul de muncă socialmente necesar pentru producerea bunului, nu de timpul de producție individual). Prețul bunului, care este distinct de valoarea unui bun, conform teoriei lui Marx, este redat de valoarea bunului exprimat în echivalentul universal, mai exact bunul utilizat de societate drept ban (leu, dolar, euro etc). Prețul este supus mecanismelor pieței, astfel un bun poate avea un preț mai mare sau mai mic decât valoarea sa, în funcție de circumstanțele prezente pe piață. Valoarea forței de muncă a unui proletar este egală cu timpul de muncă socialmente necesar pentru producția bunurilor necesare pentru existența și propagarea proletariatului. În cadrul producției, muncitorul acționează asupra elementelor de producție, asamblând bunul final, marfa. Prin forța lor de muncă, susține Marx, muncitorii augmentează valoarea bunurilor asupra cărora acționează productiv. Astfel, niște elemente de producție care valorează în total 100 de lei, în urma procesului de producție, vor valora mai mult, spre exemplu, 150 de lei, datorită muncii efectuate de proletar. Marx susține că muncitorii sunt exploatați prin faptul că aceștia nu sunt plătiți echivalentul valorii pe care o creează. Spre exemplu, în cadrul unui proces de producție, muncitorii adaugă valoare bunurilor o sumă egală cu 100 de lei, pe când ei sunt plătiți doar 50 de lei. Diferența de 50 de lei între valoarea bunurilor și a salariului său reprezintă plusvaloarea creată de muncitori și de care beneficiază capitalistul.
În comunism toate mijloacele de producție (spre ex. fabricile, utilajele folosite pentru diverse activități economice) aparțin societății ca întreg, și toți membrii acesteia se bucură de același statut social și economic. Probabil cel mai cunoscut principiu al unei societăți comuniste ideale este: „De la fiecare după capacități, fiecăruia după nevoi” sintagmă preluată (aproape literal) din Noul Testament. Comunismul ideal, sau teoretic, are astfel o istorie străveche: după ce a fost propus în Republica lui Platon, el a fost adoptat de apostolii creștinismului, ei întemeind o societate comunistă, printre primii creștini din Palestina antică. Această idee le-a fost dată de Isus. De exemplu, în creștinismul primitiv, Anania și Safira au fost pedepsiți cu moartea pentru că nu și-au dat toată averea colectivului. Filozofia Sfântului Ioan Gură de Aur avea și ea conotații egalitariste similare, Gură de Aur considerând că toate bunurile lumești trebuie egal împărțite între creștini.
Platon a enunțat în „Republica” sa, unele principii asemănătoare cu cele folosite de comuniști pentru a atrage simpatia poporului și a prelua puterea, dar spre sfârșitul vieții s-a răzgândit, schițând, în „Legile” sale, o republică centrată pe proprietate și familie.
O astfel de formă de organizare socială, bazată pe sintagma de mai sus, de-a lungul istoriei a mai fost încercată în epoca modernă. Se poate da chiar exemplul românesc al falansterului de la Scăieni (județul Prahova) de la jumătatea secolului XIX. Sau mai nou, organizarea chibuțurilor din Israel pentru noii imigranți.
La origine, Liga Comuniștilor, fondată la Londra în 1836 sub numele de Liga Celor Drepți, a fost o organizație comunist-creștină. Karl Marx, membru al acestei organizații, a apostaziat de la caracterul creștin al organizației, transformând-o prin Manifestul comunist într-o organizație cu ideologie materialistă și atee, care explică, prin „lupta de clasă”, că fără folosirea violenței revoluționare pentru a răsturna orânduirea socială tradițională sistemul capitalist nu poate fi schimbat; pentru Marx, orice formă de religie este un „drog pentru a amorți poporul”. Karl Marx a arătat mecanismele economice și sociale prin care religiile domină conștiința popoarelor, cui folosește acest drog.

### Comunismul creștin
Comunismul creștin este o teorie teologică și politică fondată pe faptul că învățăturile lui Iisus Hristos îi îndeamnă creștinii să sprijine comunismul religios ca fiind sistemul social ideal. În ciuda faptului că nu există o înțelegere universală în privința dății când ideile și practicile comuniste au început în creștinism, mulți comuniști creștini susțin că există dovezi în Biblie care indică că primii creștini, incluzând și apostolii din Noul Testament, și-au întemeiat propria lor societate comunistă în anii care au urmat după moartea și reînvierea lui Iisus Hristos.
Mulți adepți ai comunismului creștin susțin că Iisus i-a învățat pe apostoli despre comunism, care, ulterior, au și practicat învățăturile acestuia. Acest argument este, de principiu, acceptat de istorici și printre alții, antropologul Roman A. Montero, școlarul Ernest Renan și teologii Charles Ellicott și Donald Guthrie.

## Practica
După Revoluția din februarie 1917 din Rusia țaristă, care a răsturnat monarhia și a rezultat într-o republică, a urmat în Octombrie puciul comunist („bolșevic”), numit, ulterior, („Revoluția din Octombrie”), care a produs un regim inspirat de marxism (și de diversele ideologii derivate, cea mai notabilă fiind a Marxism-Leninismului) și de tradițiile politice ruse.
Potrivit concepției marxist-leniniste a progresului în istorie, există patru faze ale dezvoltării economice a societății: sclavia, feudalismul, capitalismul și comunismul (între capitalism și comunism, Marxiștii și dezvoltările acestuia susțin că va exista o perioadă de tranziție). Această concepție materialist-istorică a comunismului, arată că din sistemul economic, care reprezintă elementul structural al societății omenești, derivă toate celelalte sisteme (social, juridic, cultură). De asemenea, dezvoltă concepția determinismului, potrivit căreia fiecare individ dintr-o clasă are un gen de comportament indus nu de gândirea acelui individ, ci de clasa la care aparține, și de aceea el trebuie reeducat în lumina noii societăți comuniste. Acest concept determinist este cel care a folosit la justificarea lagărelor de reeducare, în care au murit zeci de milioane de oameni în decursul secolului XX, în Rusia sovietică a lui Stalin, China, și în celelalte state frățești. De asemenea, comuniștii au naționalizat proprietățile private prin procesul de colectivizare în agricultură, sau etatizare în industrie și comerț.
Tradiția politică rusă reprezintă unul din factorii care au influențat în mod decisiv practica noului regim postrevoluționar rus: există o aproape perfectă continuitate de metodă și practică în materie de politici represive și antidemocratice între autocrația țaristă, pe de-o parte, și regimul bolșevic care a înlocuit-o, pe de altă parte, diferențele existând eventual, acolo unde ele chiar există, la nivel de eficacitate ale acestor politici: birocrația și aparatul represiv bolșevice s-au dovedit a fi mai eficiente decât cele aristocratice, țariste, cu tot ce-a însemnat asta bine și rău. Cenzura, pușcăria politică, lagărul de muncă siberian, teroarea polițienească, crima politică, reprimarea libertăților individuale, controlul populației prin agenți ai serviciilor secrete, toate au existat în Rusia țaristă înainte de a fi folosite de regimul bolșevic. 
Tot parte a influenței tradiției politice ruse asupra practicii comunismului bolșevic este și terorismul aplicat ca metodă de luptă politică de către opoziția clandestină la țarism, această opoziție clandestină apărută fiind ca reacție disperată și ultra-radicală la regimul lui Nicolae al 2-lea și al predecesorului lui (un important inspirator al bolșevismului, Neceaiev, considera că numai metodele brutale și inumane ale țarismului, ale statului polițienesc, pot învinge țarismul). Unii istorici (precum britanicul Orlando Figes) consideră tradiția revoluționară rusă a fi chiar elementul cheie în înțelegerea sursei de inspirație a regimului bolșevic (comunist), mai mult chiar decât marxismul sau faptul că regimul și-a forjat aparatul și practicile într-un violent război civil peste care s-a adăugat și o importantă intervenție militară străină: Lenin a devenit revoluționar nu citindu-l pe Marx, ci făcând lectura autorilor tradiției revoluționare rusești, aceste scrieri cunoscându-le înainte de a-l fi citit pe Marx. Disprețul lui Lenin pentru liberalism și democrați (fie ei și socialiști) ca și înalta apreciere a acestuia pentru metodele dictatoriale își au originea mai mult în tradiția revoluționară rusă decât în scrierile si filozofia lui Marx. Marxism-Leninismul este astfel leninist pentru că prima iubire a lui Lenin a fost un individ gen Cernișevschi, căci prin scrierile acestuia din urmă a devenit Lenin revoluționar, și asta cu mult timp înainte de a-l fi citit pe Marx. Când, în fine, Lenin l-a citit pe Marx, acesta era deja înarmat cu ideile lui Cernișevschi, Tkaciev și a grupului Voința Poporului, și aceste idei au făcut distinctiv aportul leninist al marxismului. Nu marxismul l-a făcut pe Lenin revoluționar, ci Lenin a făcut marxismul revoluționar. Dacă, inițial, sub influența scrierilor și practicilor radicale ale grupurilor revoluționare ruse Lenin considera că e de dorit o lovitură de stat care să înlocuiască dictatura țaristă cu un regim comunist, ulterior, sub influența ideilor marxiste răspândite de Plehanov aflat în exilul occidental, Lenin renunță temporar atât la ideea loviturii de stat cât și la aceea că teroarea este dezirabilă sau măcar necesară. Întru convertirea rușilor la revoluție Cernișevschi a avut o influență mai mare decât toate scrierile lui Marx și Engels împreună. Marx, de altfel, avea temeri în ce privește posibilitatea că, dacă izbucnește în Rusia o revoluție, aceasta va fi inerent țărănească în caracter și va căpăta "nuanțe asiatice".  Practica bolșevicilor a fost inspirată de radicalismul unor oameni precum Neceaiev, un individ care n-avea nevoie de intrigile intelectuale ale marxismului pentru a deveni un ultra-radical care să propovăduiască masacrul contra aristocrației, burgheziei și, în definitiv, contra tuturor celor care i se opun, și care să exprime ură prin orice por al ființei lui: istoria individuală și a familiei lui sunt suficiente, acesta născut fiind într-o familie de iobagi și mort în pușcăriile țariste, ajunge să muncească într-o fabrică de copil (de la 9 ani), se dovedește autodidact și învăță singur să scrie și ajunge chiar instructor de religie, fără a renunța însă la ura tipică clasei din care provenea pentru toate celelalte clase, ură care așa cum declara Vera Jasulici (o populistă) n-avea nimic în comun cu opiniile intelectuale al "intelighenției". Morala partidului bolșevic datorează tot atât de mult unui individ precum Neceaiev pe cât datorează și lui Marx, Neceaiev urmărit de poliție și în exil fiind la un moment dat, și copleșit de distrugerea organizației lui secrete de către poliția secretă țaristă, va ajunge la concluzia că o astfel de organizație inevitabil clandestină în Rusia vremii, pentru a supraviețui, trebuie să se bazeze pe principiile lui Machiaveli și să urmeze moto-ul  iezuiților: "violență pentru trup, minciună pentru minte".